# Tribogalvanischer Effekt
Als  Tribogalvanischen Effekt bezeichnet man die Verschiebung des Standardelektrodenpotentials eines Metalles in negativer Richtung um den gesamten Betrag der elektrochemischen Spannungsreihe durch Einwirkung mechanischer Impakte auf die Elektroden-Oberfläche.
Ursache für diesen Effekt ist die Erzeugung negativer Affinität bzw. positiver freier Enthalpie durch extreme thermodynamische Ungleichgewichts-Zustände infolge der Einwirkung mechanischer Energie auf den metallischen Festkörper.
Die Entdeckung gelang 1979 dem deutschen Chemiker Karsten Peter Thiessen. 

## Beispiel
Außenstromlose Verzinkung von Kupfer durch mechanische Bearbeitung der Kupfer-Oberfläche in neutraler Zinkchlorid-Lösung bei gleichzeitiger Ausbildung von Cu/Zn-Mischkristallen (mechanisch induzierter Legierungsvorgang).